# Salomé (cantante)
Salomé, pseudonimo di María Rosa Marco i Poquet (Barcellona, 21 marzo 1939), è una cantante spagnola.

## Biografia
Cominciò la carriera musicale cantando a Ràdio Barcelona.
Divenne famosa in tutta Europa quando vinse l'Eurovision Song Contest 1969 con la canzone "Vivo cantando", canzone che ebbe il primo premio ex aequo assieme a quelle della Francia, Paesi Bassi e Regno Unito. Incise la sua canzone in ben otto lingue (spagnolo, catalano, basco, francese, tedesco, italiano, inglese e serbo-croato).
Il vestito scelto per l'esibizione pesava ben 14 chili.
A seguito del matrimonio con Sebastian Garcia ridusse gli impegni discografici fino a ritirarsi a vita privata. Viene sempre chiamata a partecipare a manifestazioni e trasmissioni che parlano dell'Eurofestival.